# Quintet per a piano i vent (Mozart)
El Quintet per a piano i vent en mi bemoll major, K. 452, fou completat per Wolfgang Amadeus Mozart el 30 de març de 1784. Es coneix la data de l'estrena, que fou dos dies més tard al Burgtheater (Teatre imperial de la cort), a Viena. Poc temps després de l'esdeveniment, Mozart comentà per carta al seu pare: «Jo mateix el considero el millor que he escrit en la meva vida».

## Anàlisi musical
Està escrit per un quintet format per un piano, oboè, clarinet, trompa i fagot. L'obra consta de tres moviments:
1. Largo - Allegro moderato
2. Larghetto
3. Allegretto

Aquesta estructura és molt similar a la de les sonates. El primer moviment Allegro en forma sonata, amb uns diàlegs en els quals els temes passen d'un instrument a un altre. Habitualment és el piano el que introdueix el tema i, tot seguit, sol acompanyar als altres instruments (oboè, clarinet, trompa i fagot) mentre interpreten unes variacions sobre tema.
El segon moviment, Larghetto, presenta uns trets característics dels segons moviments mozartians: és suau i lleuger, al mateix temps que atractiu i agradable.
El tercer moviment, Allegretto, està escrit en forma de rondó-sonata en la línia dels últims moviments de molts dels concerts per a piano que va compondre en aquesta mateixa època. Cap al final, conté una secció amb un caràcter similar a una cadència escrita, probablement, a part de la peça.
Aquesta obra va inspirar el Quintet per a piano i vent, op. 16, de Ludwig van Beethoven; ambdues composicions tenen la mateixa instrumentació. El 1796, Beethoven el va compondre com un homenatge a Mozart.

## Audició
Interpretació del Quintet per a piano i vent a càrrec de Neal O'Doan (piano) i el Soni Ventorum Wind Quintet.
| Quintet per a piano i vent  | Quintet per a piano i vent |
| --------------------------- | -------------------------- |
| 1. Largo – Allegro Moderato |                            |
|                             |                            |
|                             |                            |
|                             |                            |
| 2. Larghetto                |                            |
|                             |                            |
|                             |                            |
|                             |                            |
| 3. Allegretto               |                            |
|                             |                            |
|                             |                            |
|                             |                            |